# Altice Portugal
Altice Portugal är Portugals största telekommunikationsföretag.
Utöver Portugal och Brasilien, är företaget verksamt i Marocko, Guinea-Bissau, Kap Verde, Moçambique, Östtimor, Angola, Kenya, Kina, och São Tomé och Príncipe.
Altice Portugal affärsverksamheter omfattar publika samt mobila telekommunikationstjänster, telefonkataloger och multimedia.

## Fotnoter
1. ↑  hämtat från: franskspråkiga Wikipedia.[källa från Wikidata]